# Damòcrates
|  | Per a altres significats, vegeu «Demòcrates». |

Damòcrates o Demòcrates (en llatí Damocrates o Democrates, en grec antic Δαμοκράτης o Δημοκράτης) conegut després com a Damòcrates Servili (Servilius) era un metge grec que va exercir a Roma a la meitat del segle i.
Segurament va agafar el nom de Servilius potser per haver esdevingut client de la gens Servília (després de curar a Consídia la filla d'un Marc Servili). Galè l'anomena ἃριστός ἰατρός (el millor metge), i Plini diu que era e primis medendium (el primer metge). Va escriure diverses obres farmacèutiques en vers iàmbic grec de les que Galè en va conservar els títols.